# Trajano de Barros Camargo
Trajano de Barros Camargo (Limeira, 15 de março de 1890 — Limeira, 8 de abril de 1930), foi um engenheiro e industrial brasileiro, fundador da "Machina São Paulo".

## Biografia
Formado pela Escola de Engenharia Mackenzie, teve uma extensão universitária nos Estados Unidos da América interrompida pela doença de seu pai - Flamínio Ferreira de Camargo - em 1909. Ao retornar ao Brasil, com a morte do pai, permanece na região de Limeira, iniciando negócios que resultaram na marcante "Machina São Paulo", que teve seu apogeu na fabricação de máquinas de beneficiamento de café.
Custeia a transferência do Colégio Santo Antônio, fomentando em sua cidade o ensino básico. Também institui dentro de sua indústria uma Escola Profissional para Aprendizes. Entre diversas ações ligadas ao bem-estar dos funcionários como moradia e saúde.
Também incentivou o Instituto Musical Carlos Gomes, sendo ele mesmo flautista.